# DCMカーマ
DCMカーマ（ディーシーエムカーマ）は、かつてDCMホールディングス傘下のDCM株式会社が、中部地方（東海・北陸・長野県）と神奈川県・滋賀県に展開していたホームセンターの店舗ブランド。
また、DCMカーマ株式会社（英: DCM KAHMA CO.,LTD.）は、2021年2月28日までこれを運営していた企業。
本項目では、派生店舗ブランド（「DCMカーマ21」「カーマアットホーム」「カーマプロ」など）についても述べる。

## 概要
名称の「Kahma」は、サンスクリットで「愛」「創造」を意味する。
東京証券取引所の一部に上場していたが、2006年（平成18年）9月1日にダイキ、ホーマックと経営統合し、共同持株会社であるDCM Japanホールディングス（現在のDCMホールディングス）の傘下となった。
以前はカー用品店「イエローハット」のフランチャイズ店や、ドラッグストア「カルナドラッグストア」も営業していたものの、2002年3月期中に他社へ譲渡し撤退している。
ホーマック・ダイキ・カーマの頭文字をとった工具・作業用品特化型店舗「ホダカ (HODAKA)」を展開した。2020年現在はホーマック運営店も多く存在する他、同年6月26日にダイキの運営する店舗も香川県高松市にオープンした。
一部地域では、地方スーパーと提携のフランチャイジー店舗を展開していた。
他の大手ホームセンター（カインズ、コーナンなど）に比べると、プライベートブランドの比率は低く、ナショナルブランド中心の品揃えであった。

## 沿革
- 1970年（昭和45年）2月23日 - 愛知県名古屋市緑区に大高商事株式会社を設立。
- 1971年（昭和46年）8月 - 株式会社カーマに商号を変更し、愛知県名古屋市南区に本店を移転。
- 1972年（昭和47年）6月 - ドラッグストアのチェーン展開を目指して、カーマを存続会社として、株式会社かがみ・合資会社クスリのかがみ・株式会社花園・原商事株式会社・サンケイ薬品株式会社と合併。
- 1973年（昭和48年）10月 - ホームセンター事業に進出、愛知県名古屋市西区に名西店（第1号店）を出店。
- 1989年（平成元年）5月 - 愛知県刈谷市に本店を移転。
- 1990年（平成2年）4月1日 - 北陸三県を基盤とするホームセンターチェーン「株式会社オスカー」（富山市）を吸収合併[8][注 1]。
- 1993年（平成5年）8月20日 - 名古屋証券取引所の二部に上場[10]。
- 1995年（平成7年）11月 - 東京証券取引所の一部に昇格。
- 2002年（平成14年）
  - 3月1日 - 株式会社ジョイフル本田と業務提携。
  - 5月 - ダイキ株式会社とホームセンター事業で業務提携。
  - 6月30日 - ジョイフル本田と業務提携を解消。友好関係は継続している。
- 2003年（平成15年）
  - 2月 - ホーマック株式会社とホームセンター事業で業務提携、ダイキとの3社提携化。
  - 2月24日 - くろがねや[注 2]と資本提携を発表[11]。
  - 5月26日 - ダイキ・ホーマック・三井物産との共同出資で「DCM Japan」を設立し、プライベートブランド「快適上手」を導入。
- 2005年（平成17年）6月20日 - 名西店（第1号店）を閉店する。
- 2006年（平成18年）
  - 9月1日 - ホーマック・ダイキと経営統合し、ともにDCM Japanホールディングスの傘下となる[10]。
  - 10月1日 - 株式会社イシグローイングからホームセンターリブの山田店・田原店・渥美店を取得。
- 2007年（平成19年）6月1日 - ホームセンタータテヤマを子会社とする。
- 2008年（平成20年）3月1日 - ホームセンタータテヤマを吸収合併（野村・駅南店）。
- 2011年（平成23年）7月7日 - 神奈川県平塚市に平塚田村店を開店。関東地方初出店。
- 2013年（平成25年）
  - 9月27日 - 三重県川越町にホダカみえ川越店を開店。ホダカ業態店舗の愛知県外初出店。
  - 12月19日 - 愛知県名古屋市北区に21名古屋城北店を開店。当社最大のリフォームコーナーを有する。
- 2014年（平成26年）10月1日 - 株式会社エディオンがホームセンター事業であるホームエキスポを分社化した後、同社の全株式を譲り受け完全子会社化[12]。
- 2015年（平成27年）3月1日 - DCMカーマ株式会社に商号を変更。「カーマホームセンター」「カーマ21」の2つの店舗ブランドを「DCMカーマ」「DCMカーマ21」に変更。同日、子会社のホームエキスポを吸収合併[13]。
- 2016年（平成28年）3月17日 - ユニーグループ・ホールディングス傘下の「ユーホーム」が撤退することに伴い、11店舗のうち8店舗（矢作店、阿久比店、安城店、稲沢店、各務原店、大和郡山店、桶狭間店、嬉野店）の事業を買収[14][15]。

最終的に、大和郡山店はDCMカーマではなくDCMダイキが営業することとなった。
- 2021年（令和3年）3月1日 - DCM分割準備株式会社に吸収合併され解散。同時に、同社はDCM株式会社に改称。
- 2022年（令和4年）
  - 3月1日 - DCM株式会社の運営する店舗の名称を「DCM」に統一し、2年間かけて順次既存店舗の屋号変更を行うことを発表[18]。
  - 9月1日 - 全店の屋号をDCMへ統一（「DCMカーマ21」「カーマプロ」「カーマアットホーム」はそれぞれ「DCM21」「DCMプロ」「DCMアットホーム」に変更）。なお、この時点では名称上のみの統一のみで、3月1日の発表の通り看板やサインなどに使用するロゴマークは約2年かけて変更された。

## 展開していた店舗
店舗の構成としては通常のホームセンター・2500坪以上の大型店（DCMカーマ21）・300坪程度の小型店（カーマアットホーム）・工具金物の専門店（ホダカ）・ホダカに建築資材等を加えたカーマプロ・自転車専門店のサイクルフィールドの6種であった。
2019年（平成31年）1月時点で、168店舗を展開していた。内訳は、愛知県91店、岐阜県19店、三重県7店、静岡県13店、滋賀県4店、福井県4店、石川県7店、富山県16店、新潟県2店、長野県1店、神奈川県4店。

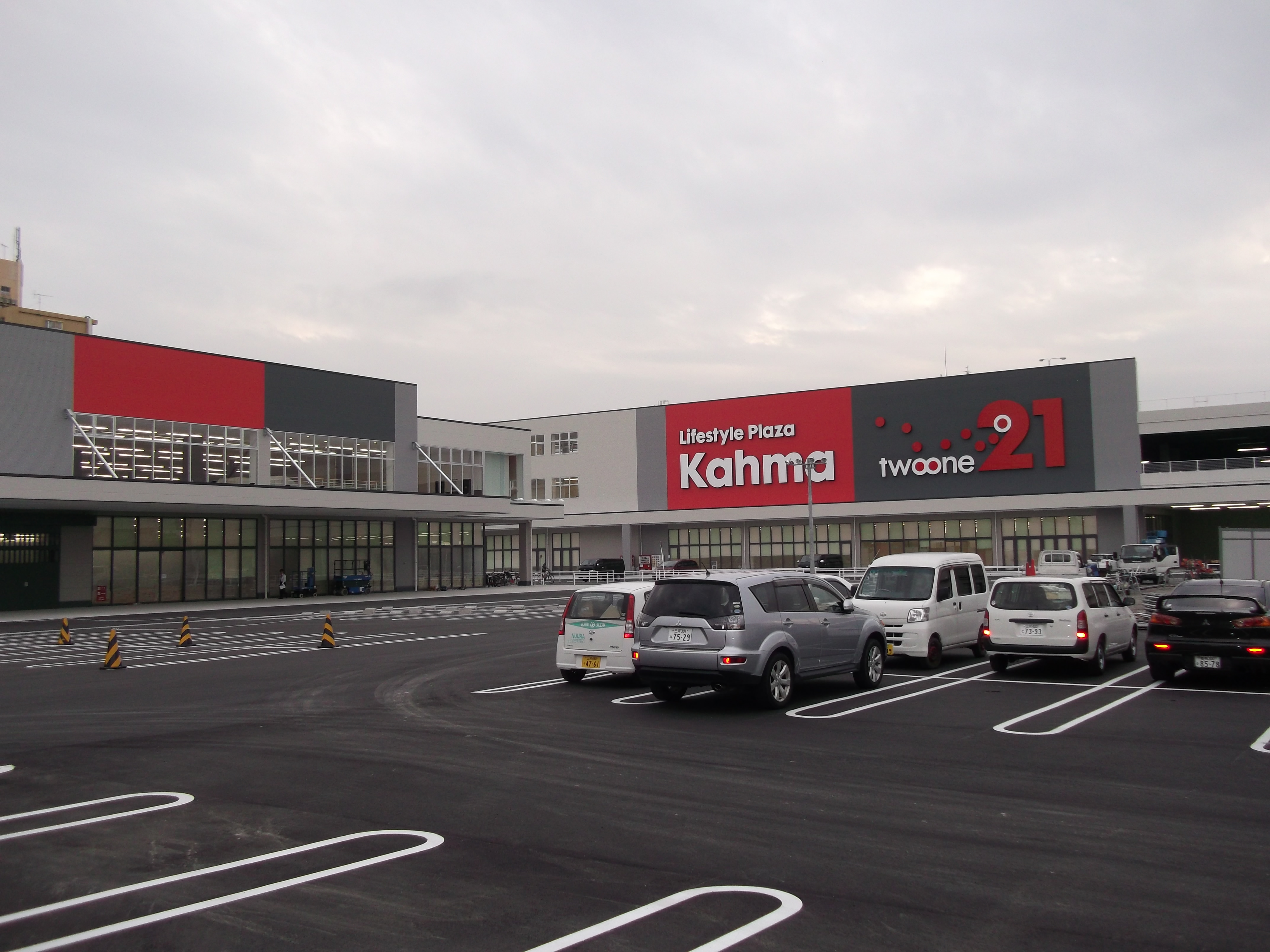
大型店の例：DCMカーマ21名古屋城北店（愛知県名古屋市北区, 2013年10月）
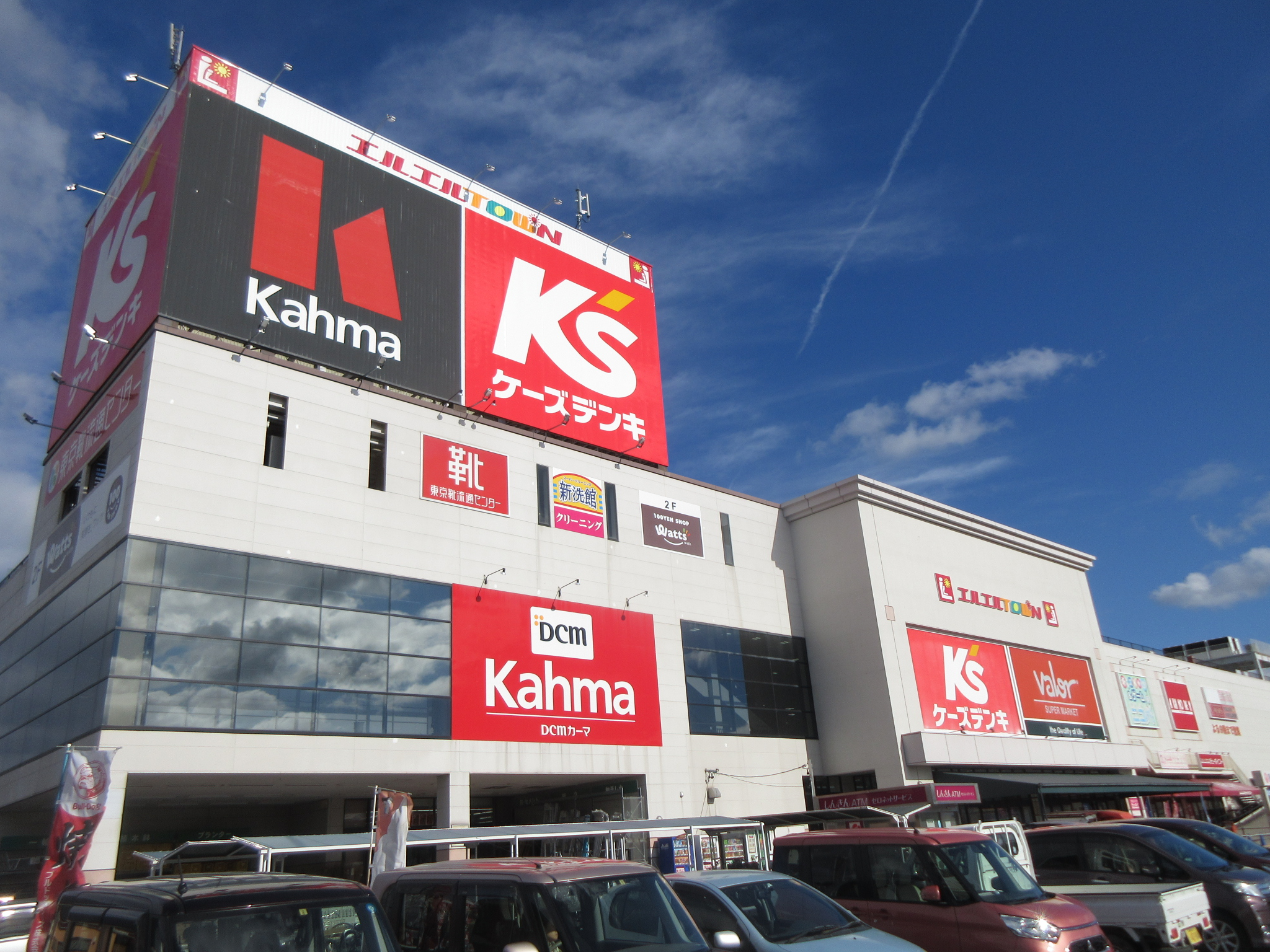
商業施設に入居した店舗の例：DCMカーマ岡崎上和田店（愛知県岡崎市, 2018年12月） ※2022年11月13日閉店
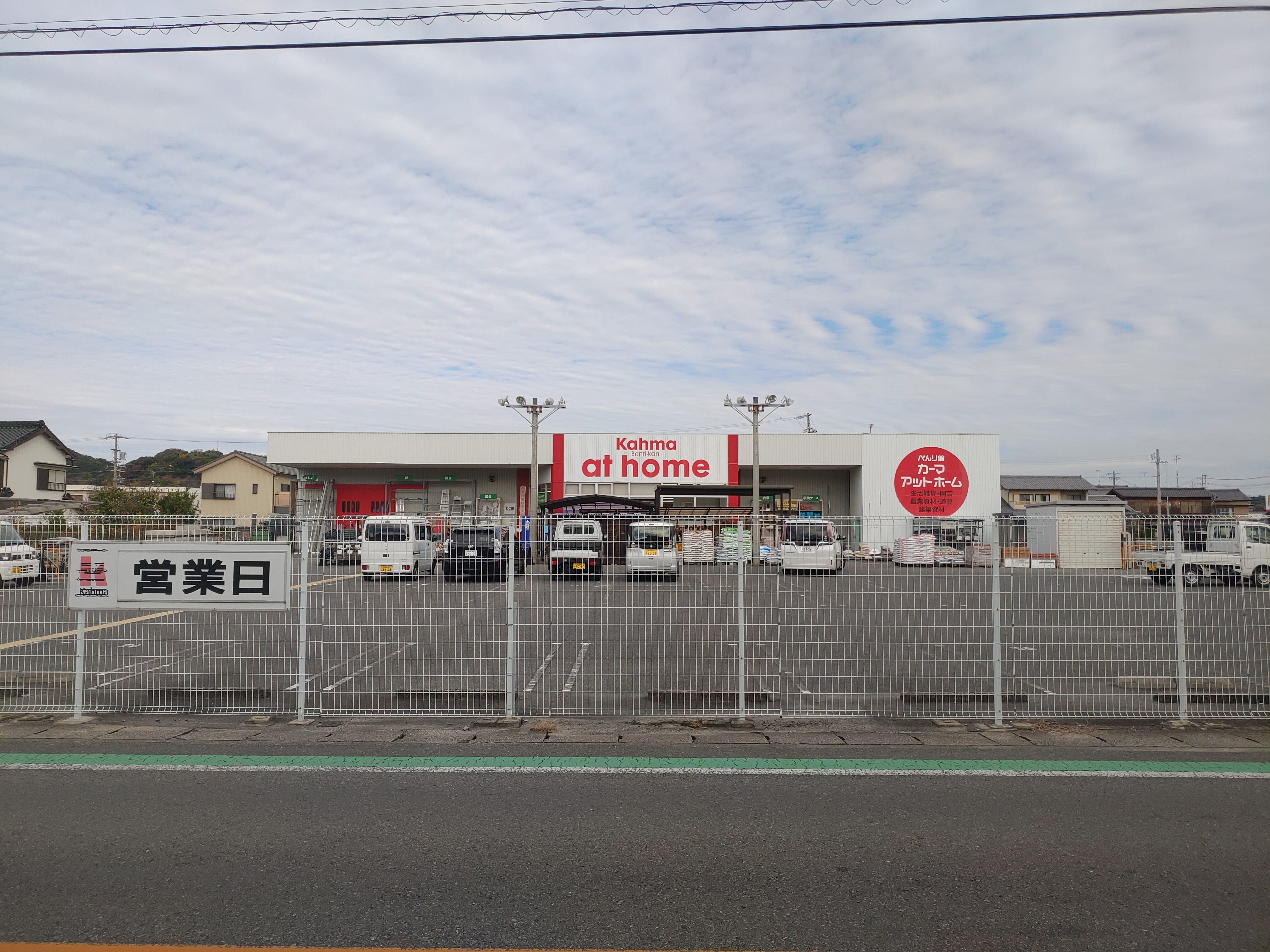
小型店の例：カーマアットホーム内海店（愛知県知多郡南知多町, 2020年11月）

## 関連会社
- DCMホールディングス
- DCM - DCMカーマほか以下の4社を2021年3月1日に統合した企業。
  - DCMダイキ - DCMホーマック - DCMくろがねや - DCMサンワ